# Tornei di tennis femminili indipendenti nel 1986
Nel 1986 la maggior parte dei tornei di tennis femminili facevano parte del Virginia Slims World Championship Series 1986 ma alcuni non erano inseriti in nessuno circuito.

## Gennaio
| Settimana | Torneo                                                                    | Vincitore        | Finalista                 | Semifinalisti | Eliminati ai quarti |
| --------- | ------------------------------------------------------------------------- | ---------------- | ------------------------- | ------------- | ------------------- |
| gennaio   | New Zealand Championships 1986 Auckland, Nuova Zelanda Singolare - Doppio | Belinda Cordwell | non conosciuta (bandiera) |               |                     |
| gennaio   | New Zealand Championships 1986 Auckland, Nuova Zelanda Singolare - Doppio |                  |                           |               |                     |

## Febbraio
Nessun evento

## Marzo
Nessun evento

## Aprile
| Settimana | Torneo                                                                               | Vincitore                 | Finalista      | Semifinalisti | Eliminati ai quarti |
| --------- | ------------------------------------------------------------------------------------ | ------------------------- | -------------- | ------------- | ------------------- |
| 19 aprile | Cumberland Hard Court Championships 1986 Hampstead, Gran Bretagna Singolare - Doppio | Catrin Jexell 6-4 6-2     | J. Woo         |               |                     |
| 19 aprile | Cumberland Hard Court Championships 1986 Hampstead, Gran Bretagna Singolare - Doppio |                           |                |               |                     |
| 27 aprile | Taranto Open 1986 Taranto, Italia Singolare - Doppio                                 | Patricia Tarabini 6-2 6-1 | Wiltrud Probst |               |                     |
| 27 aprile | Taranto Open 1986 Taranto, Italia Singolare - Doppio                                 |                           |                |               |                     |

## Maggio
| Settimana | Torneo                                                                               | Vincitore                   | Finalista            | Semifinalisti | Eliminati ai quarti |
| --------- | ------------------------------------------------------------------------------------ | --------------------------- | -------------------- | ------------- | ------------------- |
| 11 maggio | Invitation Tournament Gunze 1986 Osaka, Giappone Singolare - Doppio                  | Martina Navrátilová 6-4 6-0 | Bonnie Gadusek       |               |                     |
| 11 maggio | Invitation Tournament Gunze 1986 Osaka, Giappone Singolare - Doppio                  |                             |                      |               |                     |
| 18 maggio | Torneo di Lee-on-the-Solent 1986 Lee-on-the-Solent, Gran Bretagna Singolare - Doppio | Ter-Riet 6-3 6-3            | Michelle Jaggard-Lai |               |                     |
| 18 maggio | Torneo di Lee-on-the-Solent 1986 Lee-on-the-Solent, Gran Bretagna Singolare - Doppio |                             |                      |               |                     |

## Giugno
| Settimana | Torneo                                                                   | Vincitore           | Finalista      | Semifinalisti | Eliminati ai quarti |
| --------- | ------------------------------------------------------------------------ | ------------------- | -------------- | ------------- | ------------------- |
| giugno    | Kent Championships 1986 Beckenham, Gran Bretagna Erba Singolare - Doppio | Pam Shriver 6-4 6-3 | Barbara Potter |               |                     |
| giugno    | Kent Championships 1986 Beckenham, Gran Bretagna Erba Singolare - Doppio |                     |                |               |                     |

## Luglio
| Settimana | Torneo                                                            | Vincitore                                   | Finalista                       | Semifinalisti | Eliminati ai quarti |
| --------- | ----------------------------------------------------------------- | ------------------------------------------- | ------------------------------- | ------------- | ------------------- |
| 13 luglio | Swedish Open 1986 Båstad, Svezia Terra rossa Singolare - Doppio   | Catarina Lindqvist 6-2 6-0                  | Catrin Jexell                   |               |                     |
| 13 luglio | Swedish Open 1986 Båstad, Svezia Terra rossa Singolare - Doppio   | Catarina Lindqvist Maria Lindström 6-3, 6-2 | Christina Singer Ellen Walliser |               |                     |
| 20 luglio | Schenectady Open 1986 Schenectady, USA Cemento Singolare - Doppio | Luciana Corsato Owsianka 6–0, 6–4           | Jennifer Fuchs                  |               |                     |
| 20 luglio | Schenectady Open 1986 Schenectady, USA Cemento Singolare - Doppio | Jennifer Goodling Laura Glitz 6–3, 3–6, 6–0 | Jennifer Fuchs Dena Levy        |               |                     |

## Agosto
Nessun evento

## Settembre
| Settimana    | Torneo                                                                 | Vincitore               | Finalista      | Semifinalisti | Eliminati ai quarti |
| ------------ | ---------------------------------------------------------------------- | ----------------------- | -------------- | ------------- | ------------------- |
| 28 settembre | San Diego Invitation Tournament 1986 San Diego, USA Singolare - Doppio | Pam Shriver 6-4 4-6 6-2 | Bonnie Gadusek |               |                     |
| 28 settembre | San Diego Invitation Tournament 1986 San Diego, USA Singolare - Doppio |                         |                |               |                     |

## Ottobre
Nessun evento

## Novembre
| Settimana   | Torneo                                                                    | Vincitore                  | Finalista | Semifinalisti | Eliminati ai quarti |
| ----------- | ------------------------------------------------------------------------- | -------------------------- | --------- | ------------- | ------------------- |
| novembre    | River Plate Championships 1986 Buenos Aires, Argentina Singolare - Doppio | Marcucci                   | Moreno    |               |                     |
| novembre    | River Plate Championships 1986 Buenos Aires, Argentina Singolare - Doppio |                            |           |               |                     |
| 22 novembre | South African Open 1986 Johannesburg, Sudafrica Singolare - Doppio        | Dinky van Rensburg 6-3 6-1 | Mentz     |               |                     |
| 22 novembre | South African Open 1986 Johannesburg, Sudafrica Singolare - Doppio        |                            |           |               |                     |

## Dicembre
Nessun evento